# Siamo tutti milanesi
Siamo tutti milanesi è un film del 1953 diretto da Mario Landi. Il film segna l'esordio cinematografico di Gino Bramieri.

## Trama
L'industriale milanese Cusani, proprietario di una fabbrica di medicinali, ce l'ha a morte coi meridionali, per via di un brutto scherzo giocatogli in passato da un compagno.
Dovrà avere a che fare con un certo Ferrazzone, proprietario di un'azienda che gli interessa; poco dopo Cusani scoprirà che l'uomo è proprio quello che gli ha fatto lo scherzo da giovane, così scatta subito la vendetta.